# 横沟巨齿蛛
横沟巨齿蛛（学名：Enoplognatha transversifoveata）为球蛛科齿螯蛛属的动物。分布于日本、韩国以及中国大陆的新疆等地，多生活于屋内、树皮缝隙及崖石下。该物种的模式产地在日本。